# Jean Poton de Xaintrailles
Pour les articles homonymes, voir Xaintrailles.
Jean Poton, seigneur de Xaintrailles, né vers 1390/1400 et mort le 7 octobre 1461 à Bordeaux, est un gentilhomme de Gascogne, maître de l’Écurie du roi, bailli de Berry, sénéchal du Limousin et compagnon d'armes de Jeanne d'Arc, il prit part à la guerre de Cent Ans et en particulier à la bataille de Verneuil (1424).

## Biographie

### L'armée française
Il se fait remarquer par son courage, son audace, son ardeur contre les Anglais au cours de la guerre de Cent Ans. Fait prisonnier à Cravant, il est échangé contre John Talbot.
S'attachant à Jeanne d’Arc dès son apparition, il participe et la seconde au siège d'Orléans où il est blessé, à Patay, et force les Anglais à lever le siège de Compiègne. Il est capturé par les Anglais lors de la bataille du Berger le 11 août 1431 puis conduit au château de Bouvreuil (Rouen) où Jeanne d'Arc avait été détenue. Son nom apparaît dans les comptes de Richard Beauchamp, comte de Warwick, comme faisant partie des personnages qui prennent les repas au château : « Poton prisoner cum 1 scutifero  (écuyer) ». Avec Étienne de Vignolles dit La Hire (souvent orthographié Lahire), il gagne la bataille de Gerberoy où il fait prisonnier le comte d'Arundel. Il prend une part active à la conquête de la Normandie et de la Guyenne.
En récompense de tous ses loyaux services, le roi Charles VII le nomme maréchal de France en 1454 et lui donne la ville de Saint-Macaire.

### Les Écorcheurs
À la signature du traité d'Arras, de nombreux mercenaires se constituèrent en bandes, parfois de milliers d'individus, guerroyant et pillant pour leur propre compte : les Écorcheurs. Poton de Xaintrailles, comme son compagnon Étienne de Vignolles (La Hire) et d'autres capitaines de Jeanne d'Arc saccagea et pilla les Pays-Bas, puis la Lorraine en 1444.
Le 26 mai 1445 les compagnies d’ordonnance furent les premières troupes permanentes à assurer un engagement de longue durée aux anciens mercenaires.

### Talents de jouteur
Poton de Xaintrailles participe à de nombreuses joutes dont les plus fastueuses -dénommées pas d'armes- et augmente encore sa renommée, comme à Nancy en 1445 où il joute en présence de Charles VII, roi de France et de la reine. À Châlons-sur-Marne (1445), Chinon (1446) ou Saumur (1446), il montre qu'il excelle, lance en main.

### Fin de vie

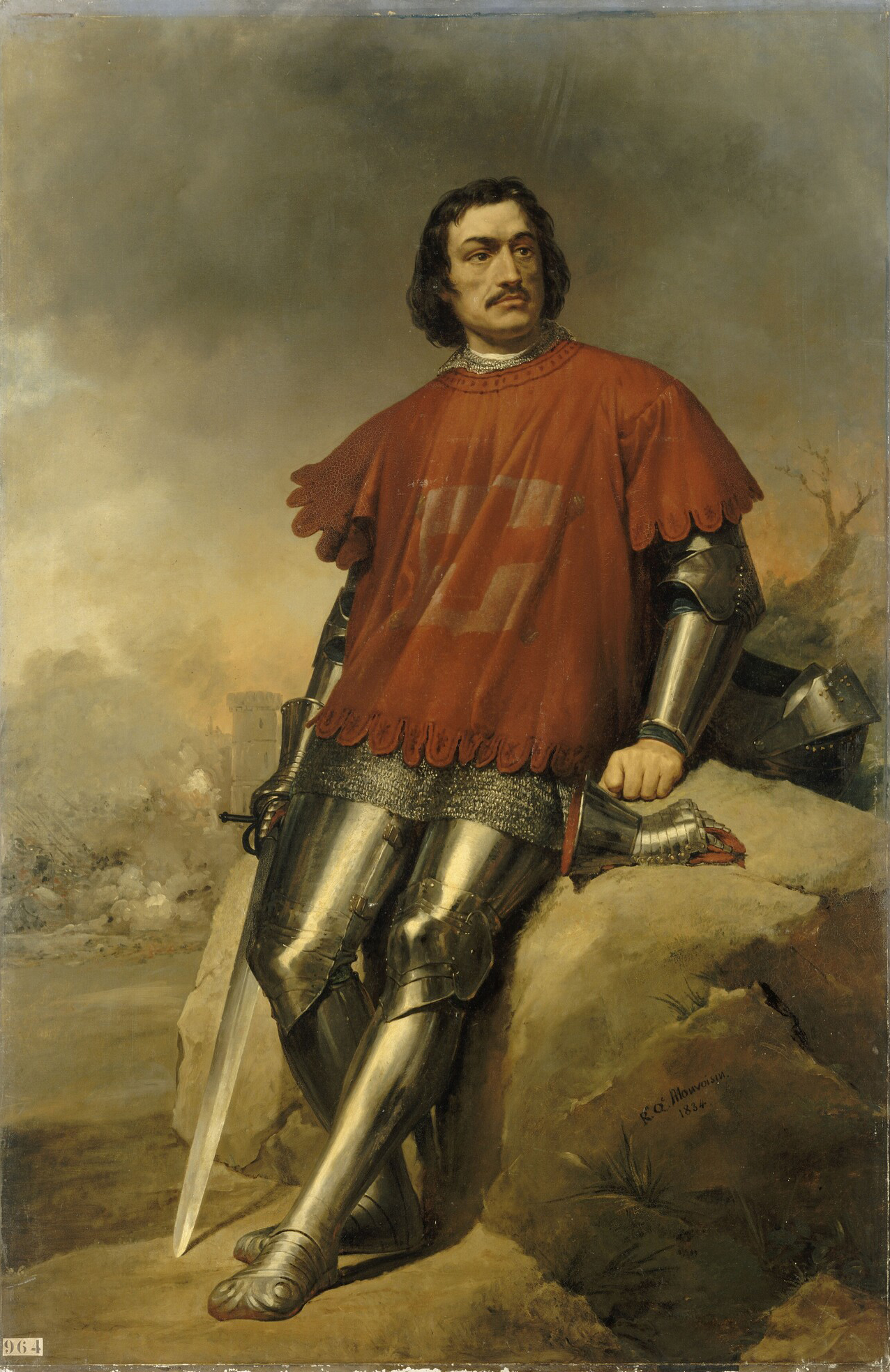
Jean, dit Poton, seigneur de Xaintrailles, maréchal de France (?-1461), portrait imaginaire par Raymond Quinsac Monvoisin, copie d'après un original conservé au château de Beauregard ; commandé par pour le musée historique de Versailles en 1834.

Il meurt au château Trompette à Bordeaux le 7 octobre 1461, sans postérité. Le texte de son testament, en langue gasconne, nous est resté. Il lègue la plus grande partie de ses biens à des œuvres pieuses. Les registres du Parlement le qualifient ainsi : « Un des plus vaillants capitaines du royaume de France, qui fut cause avec La Hire de chasser les Anglais ».
D'après Marcel Durey dans Nérac et le Château Henri IV (1926), son testament du 11 août 1461 notifie qu'il désire être enterré dans l'église Saint-François de Nérac.

### Éventuelle descendance
Selon une étude généalogique publiée à Orléans au début du XXe siècle, et dont la pertinence reste à confirmer, Poton de Xaintrailles passe pour être, par son mariage avec une demoiselle Hureau, l'ancêtre des nombreuses familles Hureau présentes dans le Gâtinais et la Beauce, leurs enfants ayant repris le nom maternel.
Il a été marié à Catherine Brachet à laquelle il lègue dans son testament "en cas qu'elle meure sans enfants, toutes les réparations faites au château de Salignac ; il lui lègue en outre les logis de Tonneins, Lagruère, Grateloup et Galapian, avec tous les droits qui en dépendent et qu'il a acquis depuis son mariage avec Catherine Brachet ; il lui lègue l'usufruit des seigneuries de Xaintrailles, Ambrus, Cambayras, Villeton et de son moulin de Damasan et la propriété de tous ses biens meubles." source : Testament de Jean Poton de Xaintrailles

## Littérature
Un brave chevalier Poton de Xaintrailles apparaît dans la première pièce de la trilogie Henri VI, 1re partie, 2e partie, 3e partie (Henry VI, Part 1, Part 2, Part 3) dont l'attribution à Shakespeare n'est que partielle.
'´ Xaintrille est prisonnier'  dans Alexandre Dumas, Charles VII chez ses Grands Vassaux (1831), acte IV, scène 3.

## Orthographe voisine
- Jean Poton de Xaintrailles est parfois orthographié Jean Poton de Saintrailles[3],[4]
- Jean Poton de Xaintrailles est parfois orthographié Jean Poron de Sainte Treille, parfois "Pothon" de Santraille, suivant que l'on se réfère à des ouvrages du XVIe siècle ou des ouvrages antérieurs en 1696[5],[6],[7],